# باباشیداله
باباشیداله، روستایی از توابع بخش چهاردولی شهرستان قروه در استان کردستان ایران است.

## مردم
مردم این روستا به زبان ترکی تکلم میکنند و پیرو مذهب شیعه اثنی عشری هستند.

## جمعیت
این روستا در دهستان گل تپه قرار دارد و براساس سرشماری مرکز آمار ایران در سال ۱۳۸۵، جمعیت آن ۵۰۱ نفر (۱۱۳خانوار) بوده‌است.